# Puffy's Saga
Puffy's Saga est un jeu vidéo d'action, développé et édité par Ubisoft, sorti en 1989.